# Devina
Devina este o localitate din comuna Slovenska Bistrica, Slovenia, cu o populație de 212 locuitori.